# Береза Королівська
Бере́за Королі́вська (пол. Brzóza Królewska) — село на Закерзонні, у Польщі, у гміні Лежайськ Лежайського повіту Підкарпатського воєводства (українська етнічна територія Надсяння). Населення — 3495 осіб (2011).

## Історія
Після поляками анексії в 1434 р. Галичини півтисячоліття лівобережне Надсяння піддавалось інтенсивній латинізації та полонізації, які завершились у селі після відкриття латинської парафії в 1830 р.
Шематизмами Перемишльської єпархії до 1848 р. фіксувалась наявність українців-грекокатоликів у селі (востаннє — четверо парафіян), які належали до парафії Лежайськ Каньчузького деканату Перемишльської єпархії, наступного року село відсутнє у переліку парафії. На той час унаслідок насильної асиміляції українці західного Надсяння опинилися в меншості.
Відповідно до «Географічного словника Королівства Польського» в 1880 р. село знаходилось у Ланьцутському повіті Королівства Галичини та Володимирії, було 492 будинки, 2455 мешканців, водний тартак.
У міжвоєнний період село входило до Ланьцутського повіту Львівського воєводства, гміна Ґєдлярова.

## Демографія
Демографічна структура станом на 31 березня 2011 року:
|          | Загалом | Допрацездатний вік | Працездатний вік | Постпрацездатний вік |
| -------- | ------- | ------------------ | ---------------- | -------------------- |
| Чоловіки | 1744    | 410                | 1164             | 170                  |
| Жінки    | 1751    | 400                | 975              | 376                  |
| Разом    | 3495    | 810                | 2139             | 546                  |